# 小天狗小太郎
『小天狗小太郎』（こてんぐこたろう）は、1960年3月6日から1961年3月2日までフジテレビで放送されていた時代劇である。第一工業製薬（モノゲン名義）の一社提供。全35回。

## 概要
月影流の使い手・小太郎と、その家来・三平が活躍する時代劇。

番組中、アヒルの人形が洗濯をしながら合成洗剤「アルコ」（当時スポンサーの第一工業製薬が製造・販売していた製品）の説明をした後、「小天狗小太郎が始まっちゃうー!」と叫びながら退場するCMが流れていた。

## 放送時間
いずれも日本標準時。
- 日曜 19:30 - 20:00 （1960年3月6日 - 1960年10月30日）
- 木曜 19:00 - 19:30 （1960年11月 - 1961年3月2日）

## 出演者
- 小太郎：藤間城太郎（後の六代目中村東蔵）
- 三平：千葉信男
- 若林敏三郎
- 岩下志麻
- 鈴木光枝
- 浮田左武郎
- 池田昌子
- 大塚周夫
- ほか

## スタッフ
- 原作：角田喜久雄
- 主な脚本：谷屋充
- 主な監督：嶋田親一

## 主題歌
「小天狗小太郎」
作詞：加藤省吾 / 作編曲：渡辺浦人 / 歌：三橋美智也、上高田少年合唱団

## 参考資料
- 「テレビ・コマーシャルの考古学」（世界思想社刊）[要ページ番号]